# Sí Se Puede (Canarias)

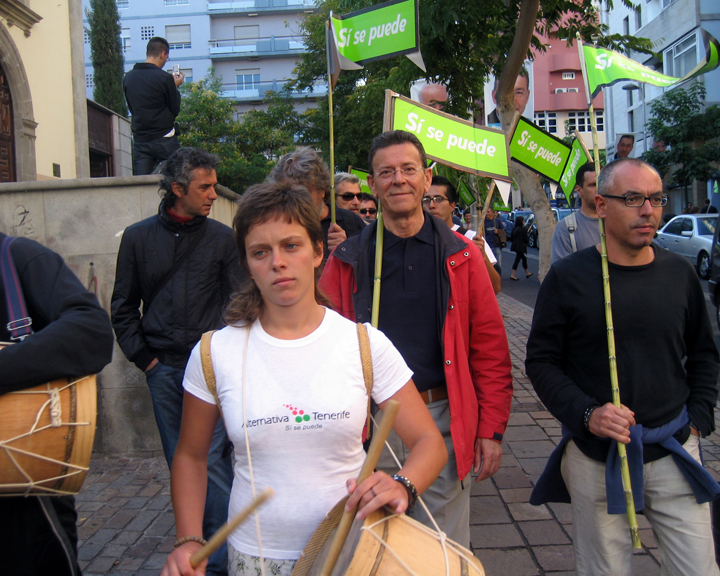

Sí Se Puede (SSP) es una organización sociopolítica amplia cuyo origen está en las luchas ciudadanas y se puede definir como una organización canaria, de izquierda ecosocialista y con vocación internacionalista.
Sí Se Puede también se define como una organización feminista, defensora de la democracia participativa y con una ideología pacifista y antimilitarista.

## Organización
Sí se puede es una organización de carácter asambleario, que se organiza y estructura a través de la Asamblea General y de sus órganos delegados (la Comisión Coordinadora y la Comisión de Garantías), así como mediante los Comités
Locales y Sectoriales, denominados tagorores. También pueden forman parte de esta organización, distintos
colectivos políticos y sociales, siempre que estén avalados por la Asamblea General.
La Asamblea General es el ente soberano de esta organización, entendida como espacio
social y político de confluencia. De ella emanan las decisiones básicas que dan rumbo a
esta iniciativa. Aporta la orientación general y a largo plazo de este proyecto, aprueba
los documentos formales que rigen y orientan la acción, y elige a las personas que
realizan las funciones delegadas, así como ratifica a los representantes en las
candidaturas.

## Historia
Nació en 2007 a raíz de las movilizaciones ciudadanas contra la construcción del Puerto de Granadilla. Está integrada por partidos políticos (Alternativa Popular Canaria y Acción Verde), así como plataformas sociales (Plataforma contra el Puerto de Granadilla, Asamblea por Tenerife...); personas procedentes del movimiento ecologista (de ATAN, de Ben Magec...) y personas independientes.
Obtuvo en las elecciones municipales de 2007 un total de 7237 votos, consiguiendo tres concejales en Buenavista del Norte, uno en Tacoronte y uno en Granadilla de Abona. En las Elecciones a los Cabildos Insulares canarios de 2007 obtuvo 8912 votos (2,31 % de los votos)para el Cabildo de Tenerife pero no consiguió representación.
En octubre de 2008, Alternativa Sí Se Puede celebró su primer Congreso bajo el título "Reconstruyendo la izquierda canaria" en que se aprueban diferentes documentos y resoluciones que permitieron ir definiendo la ideología, forma de organización, estrategia y algunos objetivos básicos de la organización.
En las Elecciones municipales de España de 2011, Alternativa Sí Se puede presentó su candidatura en once ayuntamientos y obtuvo representación en diez de ellos, sumando un total de dieciocho concejales: dos en Santa Cruz de Tenerife, uno en San Cristóbal de La Laguna, cinco en Buenavista del Norte, uno en Granadilla de Abona, uno en Candelaria, uno en Güimar, uno en El Rosario, uno en Tegueste, tres en Vilaflor y dos en Tacoronte; además cuenta con dos concejales más en el Puerto de la Cruz a través de la plataforma Vecinos por el Puerto.
También se presentó al Cabildo de Tenerife y, por vez primera, al Parlamento de Canarias pero no obtuvo representación.
En las Elecciones al Parlamento de Canarias de 2011 se presentó como Alternativa Ciudadana Sí Se Puede (ACSSP) en Tenerife, en La Gomera y, en coalición con otras organizaciones, en Gran Canaria (con Canarias por la Izquierda, organización con la que tuvo fuertes vínculos) y en Lanzarote (con Alternativa Ciudadana 25 de Mayo).
En las elecciones generales de 2011 se presentó en coalición con Equo y Socialistas por Tenerife sin haber obtenido representación.
En las elecciones al Parlamento de Canarias de 2015 presentó una línea de actuación muy desarrollada en Tenerife y formó parte de los grupos promotores de las confluencias municipalistas Unid@s Se Puede, en La Laguna, donde obtuvo dos concejales; Unid@s Sí Podemos, en La Orotava, con una; Asamblea Ciudadana Portuense, en Puerto de la Cruz, con uno; y Unid@s Se Puede, en El Sauzal, con una concejala. Además Sí se puede tiene representación propia en varios de la isla, como Güimar, San Juan de la Rambla o Tacoronte, donde se llegó a un pacto con Podemos pero llevando la candidatura de Sí se puede. En el Ayuntamiento de Santa Cruz de Tenerife contó con grupo propio y cinco concejales de los 27 que forman la corporación municipal. En La Gomera tuvo un representante en San Sebastián, y uno en el Cabildo. Así como en La Palma donde contó con un representante en Fuencaliente. 
El pacto con Podemos Canarias en 2015 les permitió formar parte de sus candidaturas al Cabildo de Tenerife y al Parlamento de Canarias. Así dos miembros de Sí se puede, Fernando Sabaté Bell y Paqui Rivero, fueron consejeros del grupo insular de Podemos en el Cabildo de Tenerife. Por otra parte, en la primera mitad de la legislatura, los dos diputados tinerfeños de Podemos Canarias en el Parlamento fueron también miembros de Sí se puede, situación que cambió en la segunda mitad de la legislatura por la renuncia de Asunción Delgado, luchadora medioambiental histórica de Canarias. 
En Gran Canaria, contribuyeron también la presentación de las candidaturas municipalistas de Sí se puede Arucas y Sí se puede Teror, y se consideran especialmente hermanados con la candidatura Ando Sataute que gobierna en Santa Brígida. Por otra parte, la consejera de Igualdad y Participación del Cabildo de Gran Canaria, María Nebot, se ha sumado como militante a la construcción de la organización en esa isla. 
Sí Se puede Canarias forma parte de los grupos que promueven una candidatura propia: Archipiélago Podemos que incluya en su formación a EQUO, Izquierda Unida Canaria, Sí se puede, Somos Lanzarote y Podemos Canarias y otras asociaciones en pro del bien común en toda Canarias, con la intención de formar una entente sólida que conecte a partidos, asociaciones, líderes ciudadanos y el sentir común de una sociedad como la canaria. Esta candidatura que se perfila como feminista, anti-insularista, archipielágica, progresista y "quincemayista" consiguió cuatro diputados al Parlamento de Canarias en 2019, que fueron fundamentales para constituir una mayoría de cambio junto con PSC-PSOE, y Nueva Canarias y ASG para firmar el llamado "Pacto de las flores" y poner fin a las seis legislaturas que llevaba gobernando Coalición Canaria en el Archipiélago.